# Acarnaniabjergene
Acarnaniabjergene (græsk: Ακαρνανικά όρη, Akarnanika ori) er en bjergkæde i den nordvestlige del af den regionale enhed Aetolien-Acarnanien i det periferien vestlige Vestgrækenland. Den strækker sig fra landsbyen Monastiraki, nær Vonitsa, i nord til Astakos i syd, med en samlet længde på næsten 40 km. Det Joniske Hav ligger mod vest.

## Toppe
Bjergene består af kalksten og er generelt golde med undtagelse af de nordlige sider. Den højeste top er Psili Koryfi (græsk: Ψηλή Κορυφή, hvilket betyder "høj top") på 1.589 meter. Direkte sydøst for Psili Koryfi ligger Boumistos-bjerget, der er på 1.573 meter. Boumistos fik sit navn på grund af de mange lynnedslag, nær toppen. Vest for Boumistos og Psili Korfi ligger Misovouni, der er på 1.338 meter. Vest for Misovouni ligger Serekas-bjerget, der tårner sig 1.171 meter over Det Joniske Hav. På de vestlige forbjerge af Serekas ligger klostret Agios Dimitrios, der drives af et par nonner. Nord for Psili Koryfi ligger bjerget Perganti, der har en højde på 1.428 meter. På toppen af Perganti er et radiotårn, der betjener regionen omkringden Ambraciske bugt. Den nordligste kæde af området er Agriovouni, der når 563,5 moh.

## Natur
Acarnaniabjergene har flere forskellige plantearter, såsom egetræet (quercus) og græsk ædelgran (abies cephalonica). Området er også et vigtigt for bevarelse af rovfugle og ørne.